# Strategic Command: European Theater
Strategic Command: European Theater est un jeu vidéo de type wargame développé par Fury Software et publié par Battlefront.com en 2002 sur PC. Le jeu se déroule pendant la Seconde Guerre mondiale en Europe et permet au joueur de commander les forces de l’Axe ou celles des Alliés. Le jeu propose six campagnes qui simulent respectivement la campagne de Pologne, la bataille de France, l’opération Barbarossa, la bataille de Stalingrad et la bataille de Normandie. Il offre également un mode multijoueur qui permet de jouer à deux en hotseat ou par email, ainsi qu’un éditeur de campagne.
Le jeu bénéficie d’une suite, Strategic Command 2: Blitzkrieg, publiée en 2006.

## Accueil
| Strategic Command     |      |        |
| Média                 | Nat. | Notes  |
| Computer Gaming World | US   | 2.5/5  |
| GameSpot              | US   | 7.2/10 |
| Jeuxvideo.com         | FR   | 14/20  |
| PC Gamer US           | US   | 90 %   |